# The Village Market
The Village Market (El Mercado de la Villa) es un gran centro comercial, de recreación y entretenimiento en la capital de Kenia, Nairobi. Allí se encuentran más de 150 tiendas que cubren una superficie de 210 000 pies cuadrados (19 509,6 m²) de espacio comercial, 20 000 pies cuadrados (1858,1 m²) de oficinas, además de instalaciones de recreación y entretenimiento.
The Village Market está ubicado en la zona residencial de Gigiri, ubicado a unas 6 millas (9,7 km) del centro de la ciudad de Nairobi en la calle de Limuru Road. El centro fue diseñado para parecerse a un mercado africano al aire libre, incluyendo cascadas, ríos, plantas y jardines.

## Historia
En 1992, dos hermanos iraníes, Hamed y Mehraz Ehsani, tuvieron la idea de construir un centro comercial y recreativo en Nairobi. Su objetivo era proporcionar una experiencia de compras para los residentes de Gigiri, donde se incluyen diplomáticos, expatriados y turistas que viven y/o trabajan en el Distrito Diplomático de Nairobi y sus alrededores inmediatos. 
La construcción se inició en abril de 1992 con una propuesta de solo 10 tiendas. Tres años más tarde se abrieron las puertas del Village Market al público. Hoy en día, el complejo cubre más de 225 713 pies cuadrados (20 969,4 m²) de espacio de arriendo; tres niveles de altura, con más de 150 tiendas comerciales, y fue el primer sitio en introducir un patio de comidas en Kenia. The Village Market ofrece distintas instalaciones recreativas, que incluyen un área acuática para natación y toboganes de agua, y otros deportes como bolos y minigolf. A comienzos del año 2014, estas áreas recreativas se cerraron pues necesitaban ampliar el centro comercial. La ampliación actual incorporará más de setenta nuevos tiendas comerciales y servicios. Se espera que esté completamente lista en noviembre de 2016, hasta incluir un nuevo hotel de negocios de tres estrellas con 215 habitaciones, una variedad de áreas de conferencias y una piscina.
The Village Market está junto al Hotel Tribe, un hotel de cinco estrellas con 142 habitaciones y suites.

## Dentro de The Village Market
The Village Market cuenta con tiendas que ofrecen productos y servicios de diferentes categorías. Hay más de 150 tiendas minoristas que venden ropa y diseños locales, moda, accesorios y calzado dentro de las categorías de estilo de vida y especialidades. Su inquilino principal era el supermercado Nakumatt, pero fue cerrado y será reemplazado por otro supermercado Carrefour de A Majid Al Futtaim.
The Village Market cuenta con patio de comidas al aire libre que ofrece una gran variedad de comida, incluida la cocina tradicional africana. Dentro del recinto hay varios otros restaurantes para elegir y están abiertos todos los días sirviendo desayuno, almuerzo y cena. El centro comercial también ofrece una variedad de servicios de belleza, peluquería y salón de belleza, incluida la primera tienda MAC en Kenia, Refinery Grooming, que es la primera empresa dedicada al cuidado masculino de nueva era de Nairobi que ofrece tratamientos de barbería para todo tipo de cabello. Un centro de salud y bienestar, donde se ofrecen clases de yoga, pool dance y baile.
El Mercado de Pueblo cuenta con baños accesibles para personas con discapacidad, una sala para bebés y madres lactantes y un área de oración reservada para visitantes. Se puede acceder al centro comercial a través de 5 puertas con 1225 espacios de estacionamiento en el lugar. Hay más de cinco mostradores de atención al cliente dentro del espacio para compradores, inquilinos y visitantes que buscan cualquier tipo de información. El complejo está abierto todos los días de la semana, fines de semana y festivos, de 7:00 a 23:00 horas.

## Artes y oficios
Hay varios puntos de venta especializados en artefactos africanos y otras artesanías kenianas. Además, todos los viernes, el centro comercial acoge el Mercado Maasai. – un bazar cultural que reúne a unos 400 artesanos y artesanos que se especializan en una variedad de reliquias étnicas. Las piezas africanas abarcan desde esteatita, fibras, esculturas de madera y hierro hasta batiks y pinturas. 

## Recreación y entretenimiento

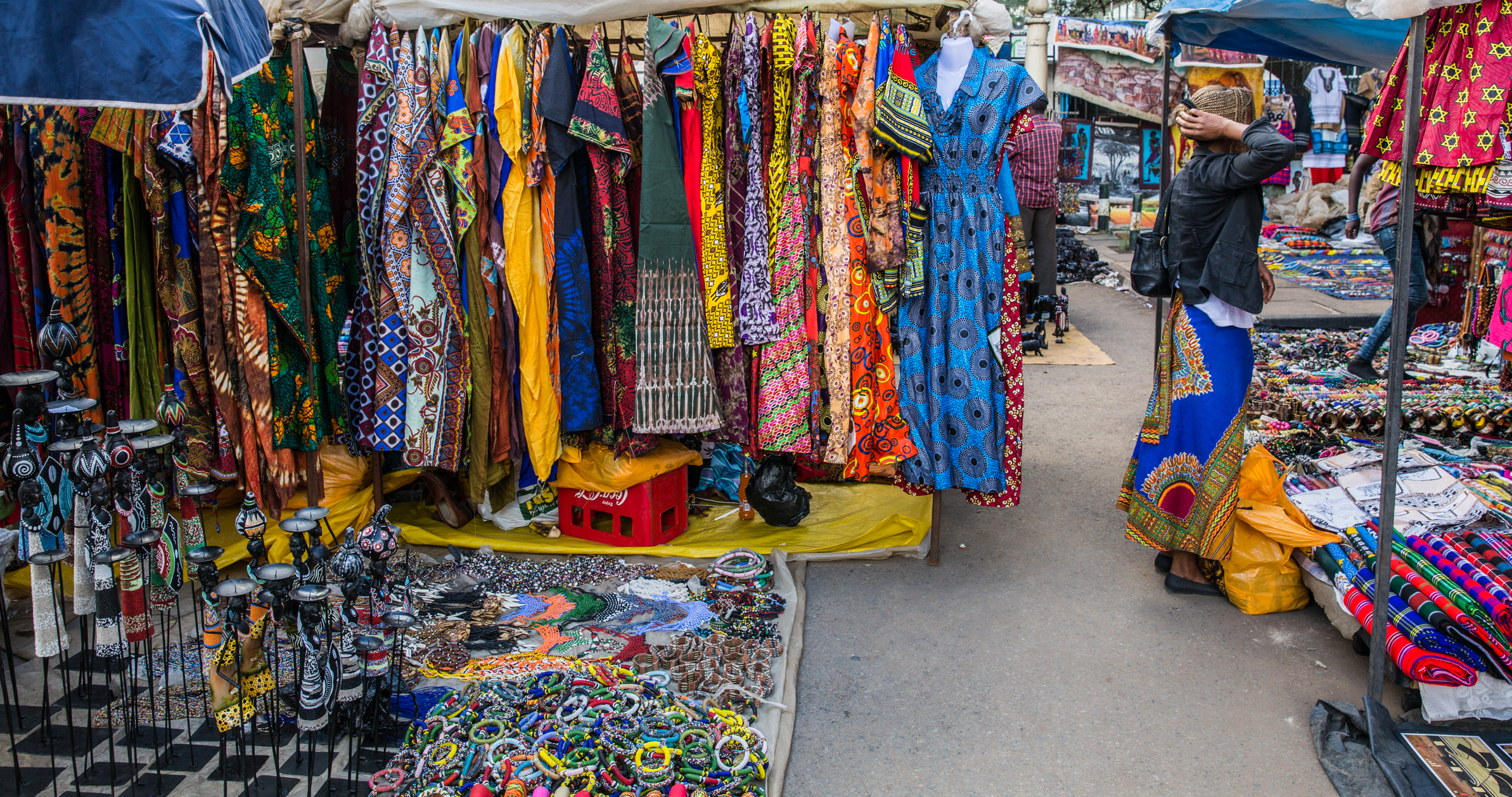
Mercado Masai

El centro comercial tenía una sala de cine Nu Metro, toboganes de agua, un campo de minigolf y pistas de bolos, también conocidas como Super Bowl. Las zonas de recreación de The Village Market también teníann varias áreas de juegos infantiles. En 2019, Village Market reabrió su tienda de bolos renovada, The Village Bowl, una moderna instalación con once carriles en Brunswick. También hay una instalación recreativa para niños llamada Under The Sea, sesiones de trampolín en Ozone Trampoline Park y mucho más. Durante los fines de semana y días festivos, The Village Market invita a músicos, violinistas, pianistas y bandas de música profesionales habituales para el entretenimiento.

## Actividades y eventos
The Village Market organiza muchas actividades anualmente, incluidas exposiciones de arte semanales en las salas de exposiciones del centro comercial. El Día de las Damas y la venta de maleteros de automóviles se encuentran entre las actividades y eventos que se celebran en el complejo.

### Promociones regulares
The Village Market con frecuencia realiza promociones para recompensar a los compradores y visitantes durante todo el año. El programa Bonus Card es una de estas promociones que se supone recompensa a los compradores leales con puntos canjeables.

### Servicios
The Village Market ofrece otros servicios básico. Desde atención médica hasta servicios bancarios, el centro comercial cuenta con cinco bancos y cajeros automáticos . El complejo también cuenta con una zona de inversiones, una oficina de divisas, una oficina de correos y un centro DHL. También hay varias empresas de viajes y tours que organizan viajes a diversos destinos. En el complejo también se encuentra una escuela de conducción, un taller mecánico y un concesionario de automóviles. The Village Market también cuenta con una clínica veterinaria y dental, además de una farmacia y servicio de lavandería.

## Tribu– el hotel Village Market
Tribe es el hotel Village Market. Tribe está ubicado junto al centro comercial y cuenta con 142 habitaciones y suites.